# 乌拉尔造山运动
乌拉尔造山运动是指以乌拉尔山脉形成为代表的造山运动。开始于晚二叠纪，约2.7亿年前。结束于三叠纪约2.3亿年前。其根源是接合的西伯利亚大陆与哈萨克大陆，与西侧的波罗地大陆碰撞。形成盘古大陆的最后部份。
这场造山运动影响所及，成为乌拉尔造山带(Uralian orogenic belt)，从咸海到新地岛, 除了乌拉尔山脉外, 还包括最北端靠海的帕伊耶尔山以及哈萨克斯坦西北作为里海水系分水岭的穆戈贾尔山脉。总长度达3500千米，其中乌拉尔山长2500千米。